# Opius transatlanticus
Opius transatlanticus är en stekelart som beskrevs av Fischer 1963. Opius transatlanticus ingår i släktet Opius och familjen bracksteklar. Inga underarter finns listade i Catalogue of Life.